# 列王墓

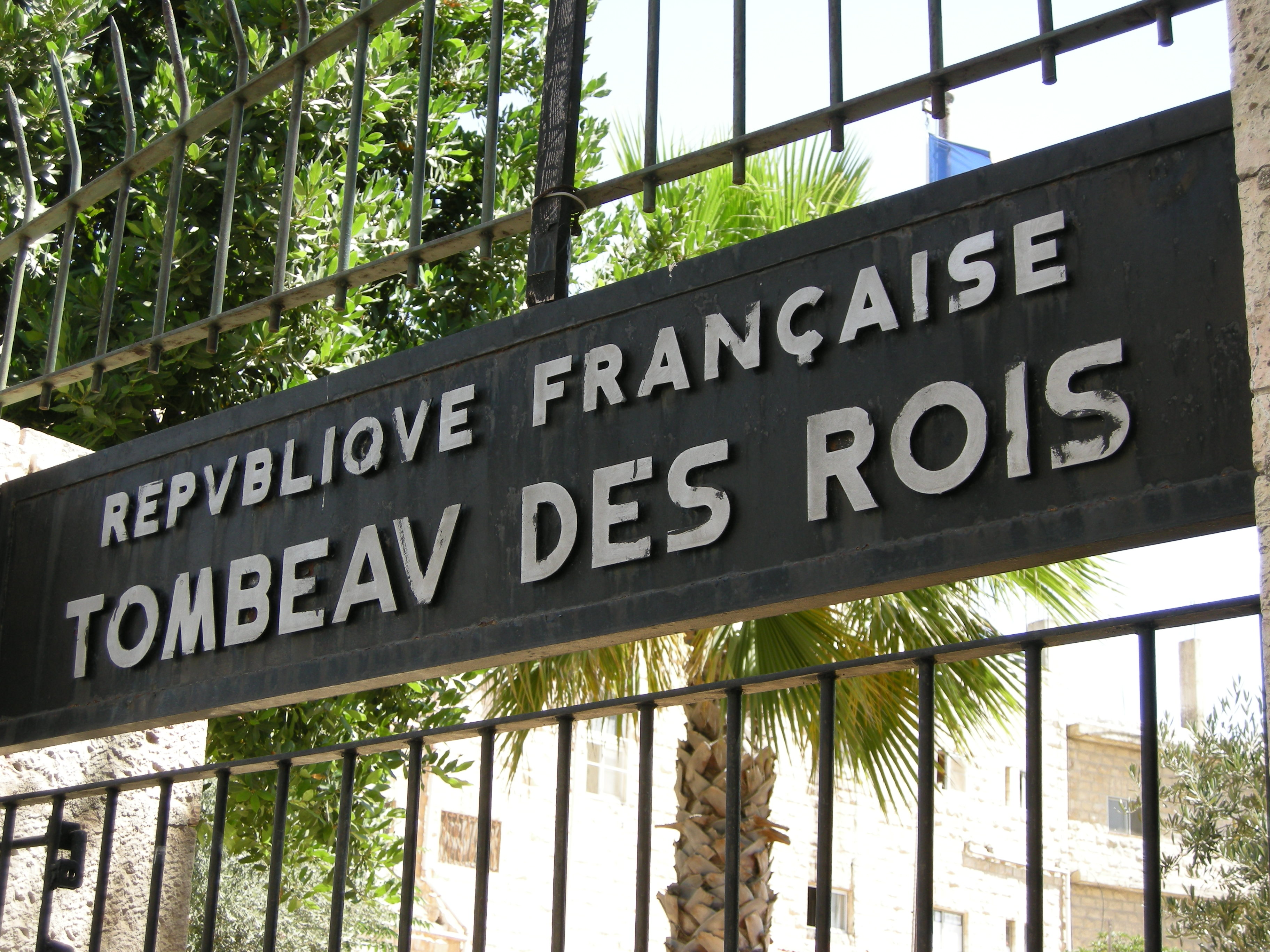
列王墓门

列王墓（希伯來語：קברי המלכים）是东耶路撒冷的一群古墓葬，位于耶路撒冷老城城墙以北820米的谢赫贾拉社区，纳布卢斯路和萨拉丁街交叉口以东。
该墓葬相当宏伟，导致曾被误认为犹大国王的埋葬地点，因而得名列王墓。但是现在认为墓主是阿迪亚波纳女王海伦娜。
它是法國在耶路撒冷的四塊國有地產之一，另外三處是橄欖山的天主經堂、聖亞納教堂和阿布戈斯的本篤會修道院。

## 历史
1847年，耶路撒冷的奥斯曼总督开始在现场挖掘，接着是1863年的法国考古学家，受第二帝国的著名银行家佩雷尔兄弟。考古发现曾在巴黎卢浮宫展出。 希腊地理学家鲍桑尼亚称之为世界第二最美的坟墓（仅次于古代世界七大奇迹之一摩索拉斯王陵墓）。

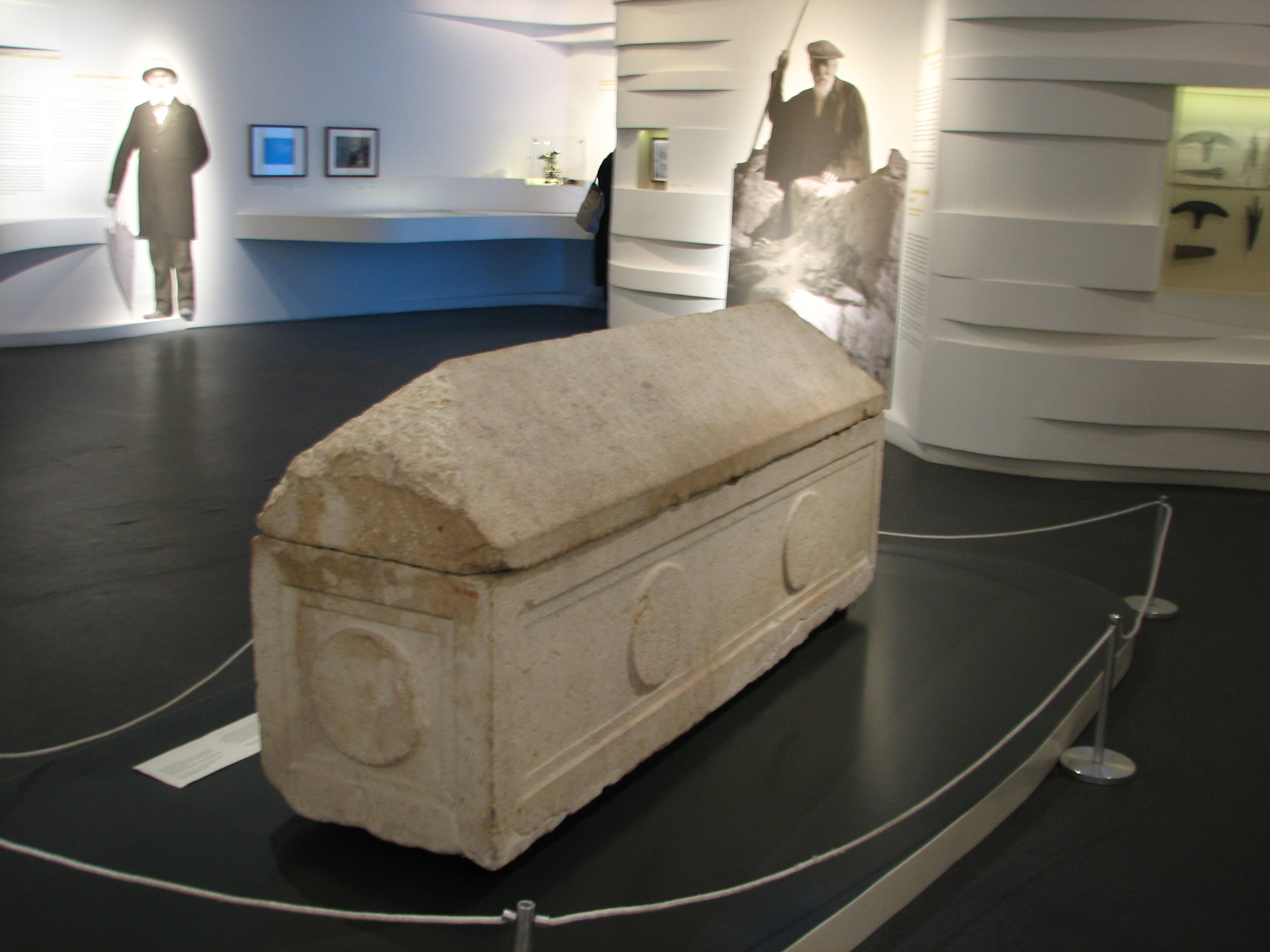
阿迪亚波纳的海伦娜的石棺，以色列博物馆